# Saint-Étienne-des-Sorts
Saint-Étienne-des-Sorts är en kommun i departementet Gard i regionen Occitanien i södra Frankrike. Kommunen ligger i kantonen Bagnols-sur-Cèze som tillhör arrondissementet Nîmes. År 2022 hade Saint-Étienne-des-Sorts 537 invånare.

## Befolkningsutveckling
Antalet invånare i kommunen Saint-Étienne-des-Sorts
Referens:INSEE